# Chiến thuật kinh doanh
Chiến thuật kinh doanh là biện pháp, cách thức cụ thể để tạo được hiệu quả trong hoạt động kinh doanh. Cách thức cụ thể đó thể hiện qua việc mua bán của một lái buôn, công ty. Trong một số trường hợp mang hàm nghĩa xấu được gọi là mánh khóe mua bán hay mưu mẹo kinh doanh. Chiến thuật kinh doanh xuất phát từ thuật ngữ "chiến thuật" trong lĩnh vực quân sự, về sau "chiến thuật" được dùng rộng rãi trong hoạt động kinh doanh.

## Vai trò
Chiến thuật kinh doanh chính là việc tiến hành cụ thể của chiến lược kinh doanh trong thực tế. Nó được sáng tạo và áp dụng để đáp ứng trực tiếp nhu cầu của thực tiễn kinh doanh cùng với mọi sự thay đổi nhanh chóng từng ngày của thực tiễn đó. Chiến thuật kinh doanh giúp tận dụng cơ hội kinh doanh, quản lý rủi ro khi chúng xảy ra. Chiến thuật kinh doanh khác với chiến lược kinh doanh ở chỗ nó không phải là các kế hoạch cho tương lai, mà là những biện pháp đối phó với những điều kiện và sự kiện ở hiện tại.
Một cách hiểu giản đơn, chiến thuật kinh doanh chỉ là hành động tìm kiếm lợi nhuận và tránh thua lỗ hằng ngày. Hành động đó là một cách thức cụ thể để đáp ứng hoàn cảnh. Chiến thuật kinh doanh là phương pháp, cách thức tối ưu để đạt được hiệu quả kinh doanh. Nhưng tính tối ưu đó chỉ cho cá nhân hay tổ chức kinh doanh đạt được lợi thế chứ không phải xa rời hoạt động kinh doanh thực tiễn, hành động vẫn phải đặt lên hàng đầu. Hơn nữa, chỉ thông qua thực tiễn kinh doanh mới có thể tìm ra chiến thuật mới thông minh hơn cho hoạt động kinh doanh.

## Đặc điểm
- Về vị trí, chiến thuật kinh doanh là mức độ nhỏ nhất về phương pháp trong hoạt động kinh doanh của một doanh nghiệp, nó là phần cụ thể của một chiến lược kinh doanh.
- Chiến thuật kinh doanh được sáng tạo trong một tình hình kinh doanh cụ thể của cá nhân hoặc doanh nghiệp, sự sáng tạo đó nằm trong một bối cảnh cụ thể và hiệu quả có thể có thời hạn. Dù chiến thuật cụ thể có tính độc đáo thế nào nó cần bám sát hoàn cảnh kinh doanh cụ thể của công ty hoặc việc mua bán thực tế của một lái buôn.
- Về mức độ nó nhỏ hơn, cụ thể hơn so với chiến lược kinh doanh, khác với chiến lược kinh doanh thường có vị trí quan trọng trong một doanh nghiệp, hoạt động kinh doanh ở mức độ thấp hơn như cá nhân, hộ gia đình, hoặc một nhóm kinh doanh nhỏ lẻ khác không có quy mô đủ lớn để tổ chức hoạt động kinh doanh có tính chiến lược. Chiến thuật kinh doanh vì thế cụ thể hơn và phù hợp hơn với mức độ hoạt động của họ.
- Có tính linh hoạt hơn chiến lược kinh doanh và dễ đổi thay hơn, trong khi chiến lược kinh doanh thường ổn định trong một thời gian dài.
- Đôi khi thường tập trung vào các mục tiêu kinh doanh ngắn hạn, bao gồm lợi nhuận nhất thời. Trong khi chiến lược kinh doanh tập trung vào mục tiêu kinh doanh dài hạn.[3]
- Tính hiệu quả có thể khác biệt trong các thị trường khác nhau, một chiến thuật kinh doanh có thể tỏ ra hiệu quả ở một số thị trường nhưng ở một số thị trường khác thì nó ít hoặc trở nên không có hiệu quả.
- Chiến thuật kinh doanh có tính chất nghệ thuật nhiều hơn chiến lược kinh doanh, vốn có tính chất khoa học nhiều hơn.

## Tầm quan trọng
- Đạt hiệu quả trong hoạt động kinh doanh.
- Đánh bại đối thủ cạnh tranh qua các hoạt động thực tế.[4]
- Tiếp tục phát triển bền vững.
- Đối phó, kìm chế hoặc loại bỏ đối thủ kinh doanh.[4]
- Định sẵn các kế hoạch rút lui khi thất bại.[4]

## So sánh với chiến lược kinh doanh
Một ví dụ so sánh giản đơn giữa chiến thuật kinh doanh với chiến lược kinh doanh:
Một doanh nghiệp lớn sẽ tập trung cho hoạt động kinh doanh có tính ổn định, vì vậy chiến lược kinh doanh sẽ xây dựng trên nền tảng đầu tư dài hạn. Các đầu tư lớn bao gồm những cơ sở quy mô và cố định, như các siêu thị, trung tâm mua sắm cỡ lớn khác, các chiến thuật kinh doanh đề ra sẽ rất đa dạng phù hợp từng khâu kinh doanh và dễ thay đổi nếu hoạt động kinh doanh có biến động.
Trong khi đó, một lái buôn nhỏ sẵn sàng chạy theo kinh doanh ngắn hạn, như việc mua bán xe máy hay điện thoại rầm rộ một thời gian, sau đó thấy thị trường bão hòa, đồng thời khó lòng cạnh tranh với các cơ sở kinh doanh lớn, họ sẽ chuyển sang loại hoạt động kinh doanh khác, bao gồm không liên quan loại hình kinh doanh trước đó (như đầu tư quán ăn, quán nhậu, vật tư xây dựng,... chẳng hạn). Tức là chiến thuật kinh doanh của họ không chỉ dễ thay đổi mà thay đổi cả loại hình hoạt động kinh doanh. Kinh doanh của họ vì vậy mang nặng tính chiến thuật hơn tính chiến lược.

## Danh sách
Bài chi tiết: Danh sách các chiến thuật kinh doanh

### Sách
- MediaZ (2017). Marketing plan - Bản phác thảo kế hoạch marketing. MZ Book.